# قازقان
قازقان، روستایی در دهستان میامی بخش رضویه شهرستان مشهد استان خراسان رضوی ایران است.
قازقان و احمدآباد دو روستای مجزای متصل به هم هستند
که با توجه به بزرگتر بودن قازقان، مجموع دو روستا را به نام قازقان می شناسند.

از شمال به اراضی کشاورزی دشت کنه بیست
از جنوب و غرب به کشف رود
و از سمت شرق به راضی چوپانک محصور است‌.

شهرک صنعتی چرمشهر در اراضی قازقان واقع شده و بیشتر جمعیت این روستا در شرکت های واقع در چرمشهر مشغول به کارند.
کشاورزی و دامداری از دیگر فعالیت های اقتصادی قازقان به شمار می رود. که البته با توجه به مشرف بودن اراضی قازقان به  رودخانه ی کشف رود این امکان به وجود امده است که کشاورزان با قراردادن دستگاه های پمپاژ از پساب فاضلاب النگ التیمور جهت کشاورزی استفاده کنند. جدای از پمپاژ قازقان دارای ۱۱ حلقه چاه عمیق است که امکان کشاورزی آبی را فراهم آورده است.

## جمعیت
بر پایه سرشماری عمومی نفوس و مسکن در سال ۱۳۹۵ جمعیت این روستا ۱٬۹۱۵ نفر (در ۵۳۷ خانوار) بوده است.